# Astyanassa
Astyanassa (en griego antiguo: Ἀστυάνασσα) era la doncella de Helena de Troya. El erudito del siglo X Focio, citando a Ptolomeo Queno, menciona la historia de que Afrodita prestó su banda mágica bordada (kestos himas) a Helena, para asegurarse de que Paris se enamorara de ella. Astyanassa se la robó. El diccionario bizantino Suda añade la leyenda de que Astyanassa fue la primera autora erótica (en una tradición que incluía a otras dos escritoras, Filénide y Elefantis). Su libro versaría sobre posiciones sexuales.